# Kulturhuset Komedianten

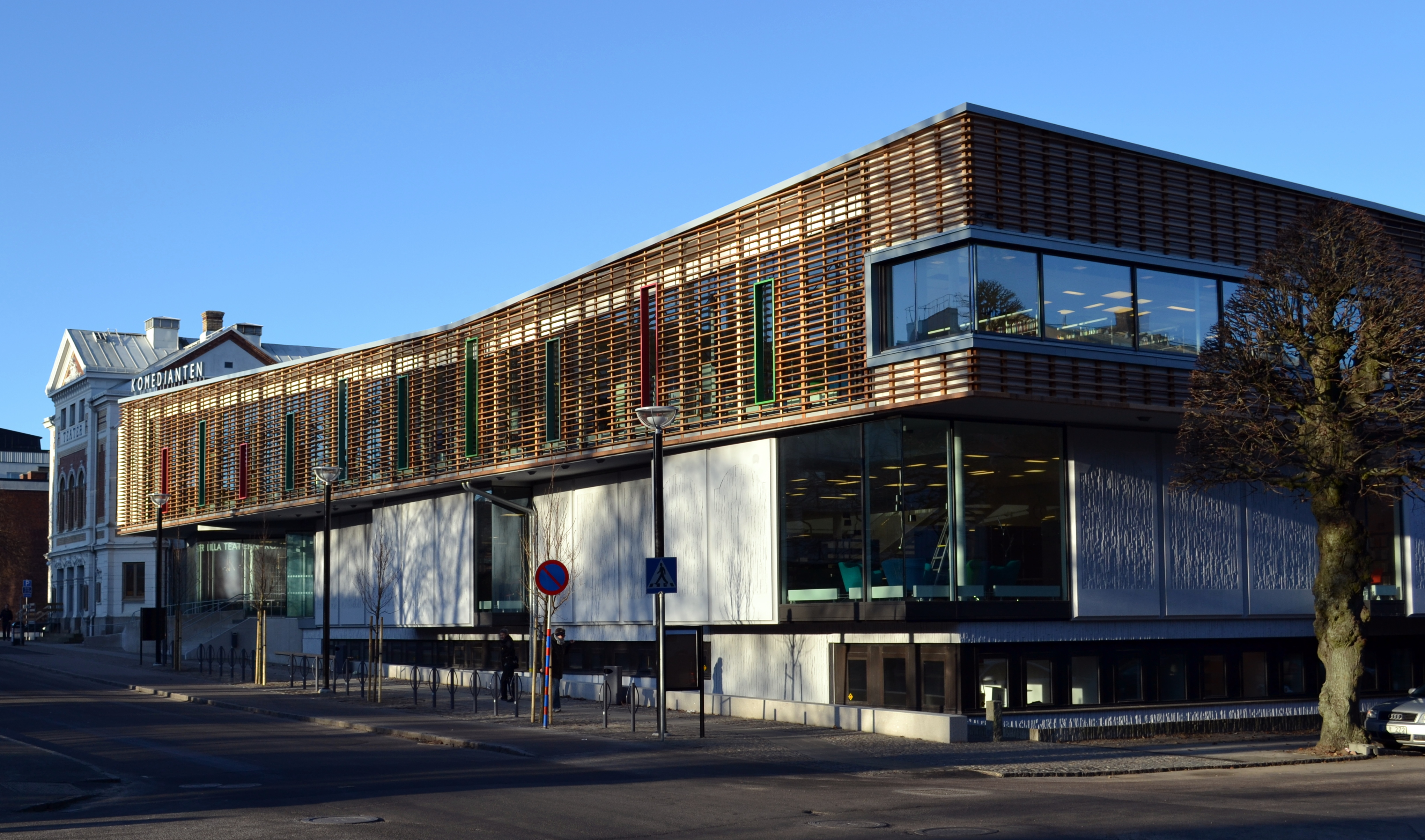
Kulturhuset Komedianten.

Kulturhuset Komedianten är ett kulturhus med stadsbibliotek, konsthall och scenverksamhet på Engelbrektsgatan 7 i Norra Förstaden i Varberg. Biblioteket har legat på sin nuvarande plats sedan 1981. Åren 2010–2011 påbyggdes biblioteket med ytterligare en våning och omvandlades till det nuvarande kulturhuset, som invigdes den 14 januari 2012.
Kulturhusets namn kommer av kvartersnamnet Komedianten, som i sin tur kommer av Varbergs teater, som legat på granntomten sedan 1895 och sedan 2012 är integrerad med kulturhuset. En komediant var förr en kringresande skådespelare, och ordet ansågs av kommunstyrelsen i Varberg vara ett passande namn på kulturhuset, med tydlig anknytning till kulturvärlden.

## Historia

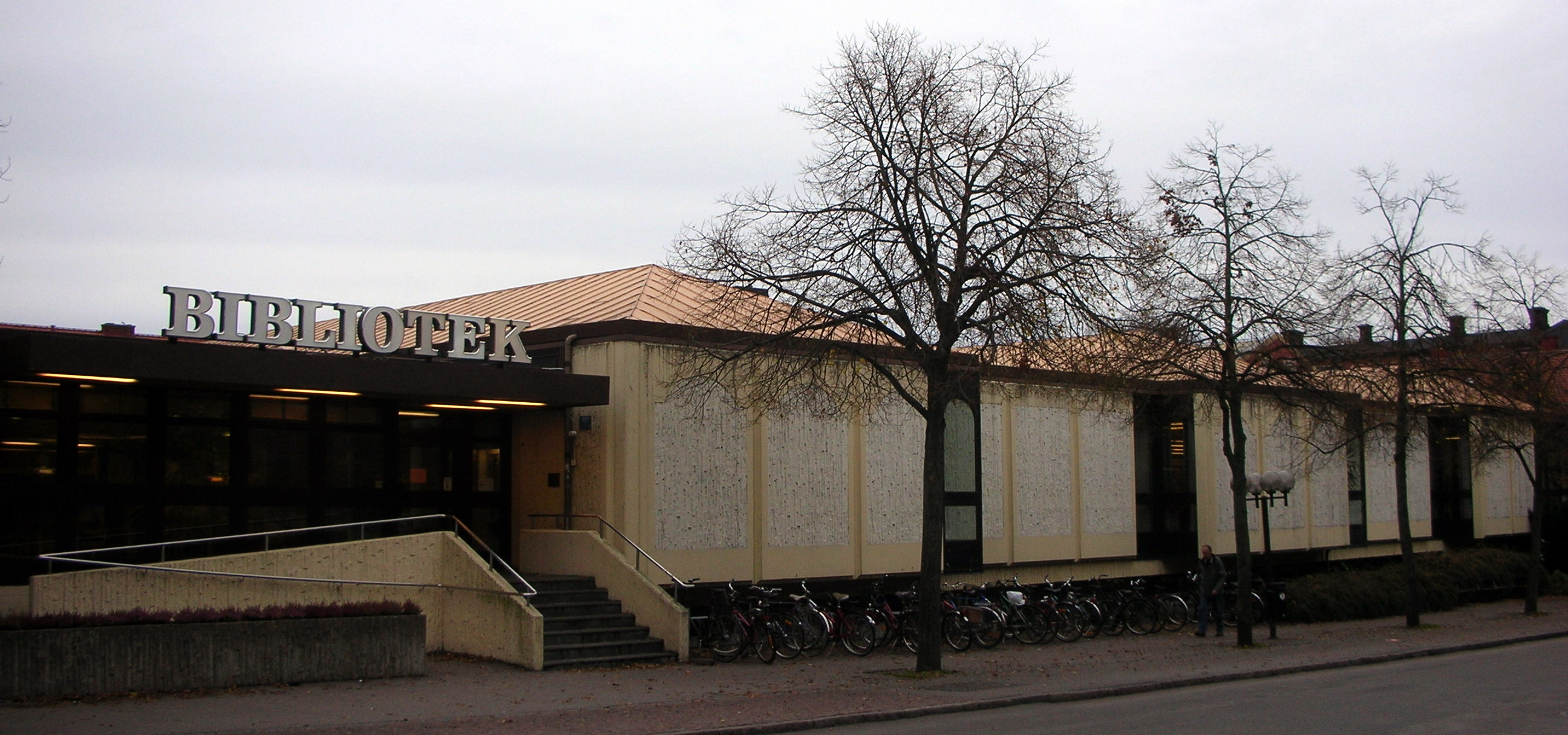
Varbergs bibliotek, ritat av Johan Tuvert, före ombyggnaden 2010–2012.

En förstudie om bibliotekets om- och utbyggnad till kulturhus påbörjades i juni 2007 och redovisades i augusti 2008. Tjugofyra olika arkitektkontor ansökte om att få rita det nya kulturhuset, varav fyra valdes ut att komma med förslag. Det förslag som skickats in av Nyréns arkitektkontor valdes i juni 2009. Ombyggnaden påbörjades i september 2010. Kulturhuset Komedianten invigdes den 14 januari 2012 av kommunfullmäktiges ordförande Margareta Lorentzen (FP) och kultur- och fritidsnämndens ordförande Christofer Bergenblock (C), under medverkan av slagverksensemblen Komodo och skådespelaren Maria Lundqvist, som gestaltade sin rollfigur bibliotekarien Sally Santesson från tv-serien Sally (1999).

## Varbergs stadsbibliotek

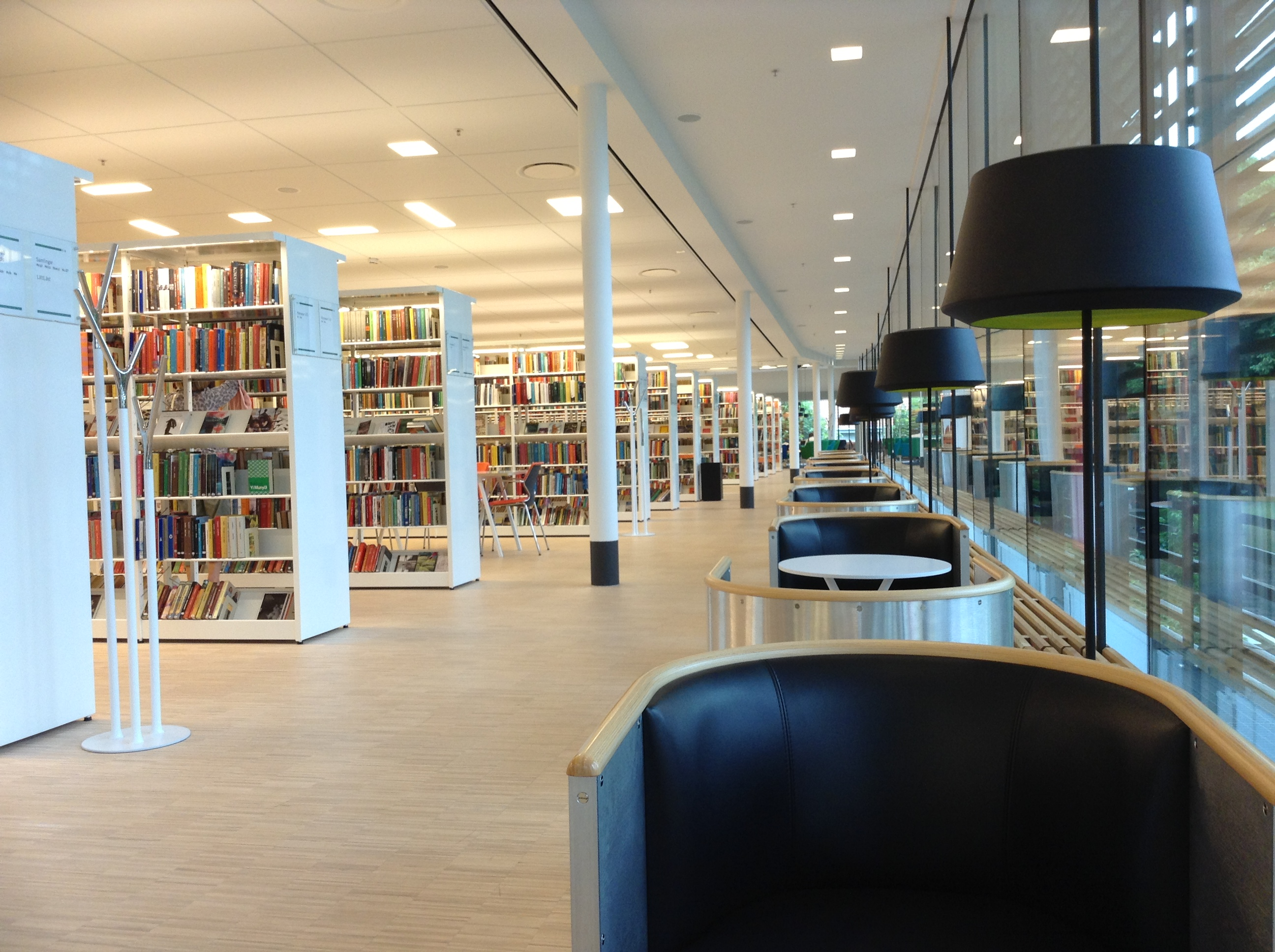
Interiör från biblioteket, övre plan. Foto från 2013.

Stadsbibliotekets största del är belägen på övre plan i Komedianten. Här finns både skönlitteratur och facklitteratur. På entréplan finns litteratur för barn, tidningar och tidskrifter och tidningar samt andra typer av media, som musik och film. I Komediantens källare ligger studiebiblioteket, med den särskilda Hallandsavdelningen samt böcker som, innan biblioteket byggdes om till kulturhus, varit magasinerade på grund av låg lånefrekvens. Källarvåningen inrymmer också studierum och rum för släktforskning.

## Varbergs konsthall
Varbergs konsthall öppnade sin verksamhet i Komedianten då kulturhuset öppnades 2012. Konsthallen ligger på övre plan i Komedianten. Den allra första utställningen var Konst är dyrbarare än korv, med verk av 34 konstnärer, däribland Ernst Billgren, Marie-Louise Ekman och Carsten Regild.

## Lilla Teatern
Lilla Teatern ligger på Komediantens entréplan, intill bibliotekets barnavdelning. Namnet fungerar som pendang till den med kulturhuset integrerade Varbergs teater, som då skulle vara den "stora teatern".